# Sandvikens AIK FK
Le Sandvikens AIK FK est un club suédois de football basé à Sandviken.
Le club évolue en première division suédoise lors de la saison 1954-1955.